# لاهوت طبيعي

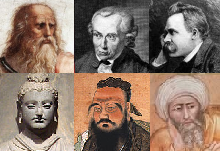

 اللاهوت الطبيعي  هي فرع من اللاهوت يعتمد على العقل والتجارب العادية. وبالتالي فهي تختلف عن الوحي الديني الذي يقوم على أساس الكتب المقدسة والتجارب الدينية من مختلف الأنواع.
ماركوس ترينتيوس فارو (116 ق.م-27 ق.م) في كتابه المفقود "Antiquitates rerum humanarum et divinarum"، ميّز بين ثلاثة أنواع من اللاهوت : اللاهوت السياسي واللاهوت الطبيعي واللاهوت الأسطورية. فرجال الدين في اللاهوت السياسي هم الناس الذين يتسائلون عن كيفية تعامل الآلهة في الحياة اليومية وإدارة معبوداتهم، ورجال الدين في اللاهوت الطبيعي هم الفلاسفة الذين يسألون عن طبيعة الآلهة، ورجال الدين في اللاهوت الأسطوري هم الشعراء وصائغي الأساطير. أول من استخدم هذا المصطلح الرواقيين على يد أوغسطينوس.
إذًا فاللاهوت الطبيعي هو جزءً من فلسفة الدين الذي يتعامل مع وصف طبيعة الآلهة أو في التوحيد، وما يؤكد أو ينفي صفات الله، وخصوصًا وجود الله فلسفيًا دون اللجوء إلى أي فرضية خاصة لوجود قوى خارقة.